# Alveopora catalai
Alveopora catalai is een rifkoralensoort uit de familie van de Poritidae. De wetenschappelijke naam van de soort is voor het eerst geldig gepubliceerd in 1968 door Wells.